# Голографическая память
Голографическая память — потенциально возможная замена технологии повышенной ёмкости данных, сейчас наиболее используемой в магнитных и оптических носителях. В них (а также на flash-носителях) данные записываются на один-два слоя при помощи отдельных питов. В голографической памяти данные можно записывать по всему объёму памяти при помощи различных углов наклона лазера.
Кроме того, в отличие от обычной магнитной или оптической памяти, где одновременно может идти запись только одного пита данных, голографическая память позволяет использовать миллионы одновременных потоков записи, увеличивая скорость записи и чтения в соответствующее число раз.